# Jaime Gómez Velásquez
Pour les articles homonymes, voir Velásquez.
 (mars 2016).
Si vous disposez d'ouvrages ou d'articles de référence ou si vous connaissez des sites web de qualité traitant du thème abordé ici, merci de compléter l'article en donnant les références utiles à sa vérifiabilité et en les liant à la section « Notes et références ».
Jaime Enrique Gómez Velásquez (Bogotá, 20 octobre 1950 – disparu le 21 mars 2006, trouvé et déclaré légalement mort le 23 avril 2006) est un syndicaliste, historien et politologue colombien. 
Ancien président du Syndicat de l’Entreprise de Télécommunications de Bogotá (ETB), du syndicat des travailleurs du téléphone (Sintratéléfonos), conseiller municipal de Bogotá, professeur universitaire et assesseur de mouvements sociaux, il a été porté disparu pendant 34 jours, torturé et assassiné en 2006. À cette époque, il faisait partie de l’équipe de travail de l’ex-sénatrice colombienne Piedad Córdoba Ruiz. Malgré le fait que l’on présume que les paramilitaires et les agents de l’État colombien seraient les auteurs de son assassinat, les enquêtes et les investigations ont seulement pu prouver que sa mort était un assassinat.

## Biographie

### Enfance et débuts de l’activité politique
Jaime Gómez Velásquez est né en 1950 au sein d’une famille nombreuse d’origine bogotanaise. Il fut le premier des huit enfants qu’ont eu Ana Elvia Velásquez et Luis Enrique Gómez. Il a grandi dans la localité de Kennedy, au sud-est de Bogotá, lieu qui postérieurement se convertirait en un de ses réduis politiques. En 1969, à 19 ans, il commence à travailler au sein de l’Entreprise de télécommunications de Bogotá (ETB). Son contact et travail quotidien avec ses camarades l’ont approché aux problèmes des ouvriers, aux problèmes d’autres employés et à se lier à Sintratéléfonos (Syndicat des travailleurs du téléphone) qui jusqu’à ce temps était géré par les militants des partis politiques traditionnels, principalement par le Parti conservateur colombien.
Gómez a pris l’avant-garde de l’organisation syndicale. Peu à peu, il a construit un critère politique qui l’a mené à se mettre d’accord avec les critiques que la gauche faisait au système du Front national. Ce dernier était plus qu’un système, une expérience bipartite des élites libérales et conservatrices. Le Front national a annulé la concurrence politique et a légitimé l’exclusion d’autres secteurs politiques. Postérieurement et en congruence avec sa posture politique, Jaime Gómez devient militant du Mouvement ouvrier indépendant et révolutionnaire (MOIR), parti de gauche maoïste, qui à l’époque avait une forte structure organisatrice, une quantité importante de militants et une influence marquée à l’intérieur des organisations populaires, syndicales et communautaires.

### Activiste, négociateur et dirigent des travailleurs et travailleuses
En accord avec son influence politique, il réussit à agglutiner divers secteurs divergents et a mené le syndicat uni en masse dans les rues. Durant le mois d’août et septembre avant la Grève civique de 1977, il a mené Sintrateléfonos comme syndicat indépendant, non affilié à aucune des quatre confédérations ouvrières, à la grève. Il a réussi à convaincre un groupe supérieur à 5 000 personnes, qui se sont unis pour cesser les activités et qui ont envahi les rues de la ville de Bogotá entre le 14 septembre et le 20 du même mois de l’année 1977.
C’est ainsi qu’en 1979, il est élu président du syndicat de la ETB. Il assume cette fonction pendant plusieurs périodes. 
Pendant plus d’une décennie et à un moment du boom des syndicats devenus par la suite des mouvements sociaux au XXe siècle, il est dirigent et négociateur à de nombreuses reprises des Conventions collectives. A plusieurs reprises, dans le cadre de la difficile situation de la répression de l’époque, il a reçu de nombreuses menaces de mort.

### Démission du MOIR et création de la CUT
Un an après la Grande Grève Civique de 1978, Jaime Gómez Velásquez arrive à la présidence de Sintrateléfonos. En 1981, avec un signifiant groupe de dirigeants du mouvement ouvrier et syndical, entre intenses débats et contradictions, il décide d’abandonner le MOIR et adhère activement à un projet d’union syndicale. En février 1986, il a fait partie du groupe de dirigeants qui ont donné vie à la Centrale unitaire des travailleurs (CUT). Le 15 novembre de 1986, il fait partie des 1 800 délégués qui, en représentation de 45 fédérations et près de 600 syndicats, se sont réunis au Club des employés officiels de Bogotá pour signer la déclaration de principes. Est ainsi née la plus grande centrale syndicale de travailleurs de Colombie. Postérieurement, il s'emploie à étudier et à terminer ses études à l’université pontificale Javeriana.
Dans une alliance électorale avec un groupe de dirigeants syndicaux de la gauche démocratique, regroupés dans le Front social et politique, devenu Alternative démocratique et Pôle démocratique alternatif, Jaime Gómez Velásquez a réussi à obtenir un siège au Conseil municipal  de Bogotá pour la période constitutionnelle de 1994 à 1997. Quelque temps après, il est devenu assesseur d’Antonio Galán Sarmiento pour les élections à la Mairie centrale de Bogotá de 1997. Il devient aussi assesseur des travailleurs retraités de diverses entreprises publiques colombiennes.
En 1998, il commence à enseigner comme professeur à l'université Antonio Nariño, à l'université pontificale Javeriana et à la Institut universitaire polytechnique grand-colombien. Dans les premières années de la décennie des 2000, il s’est dédié à réaliser des enquêtes sur le comportement électoral dans la ville de Bogotá et le marketing politique. Il assistait également les nouveaux syndicalistes.

### Travail avec Piedad Córdoba et la Gauche libérale
Entre 2002 et 2006, Jaime Gómez a été assesseur de Piedad Córdoba à ce temps Sénatrice de la République. Il a travaillé dans la production de documents et dans les propositions législatives ainsi que dans la construction programmatique du mouvement politique Pouvoir citoyen XXIe siècle, au sein du Parti libéral colombien. Les bases de ce mouvement serviraient par la suite à la création du mouvement Marcha Patriótica. Avant son assassinat, il s'est occupé de la campagne d’Horacio Serpa Uribe pour la Présidence de la République.

### Projet de loi sur la vérité et la justice de paramilitaires
À la suite de l’accord qui a mené les Autodéfenses unies de Colombie (AUC) à abandonner les armes, le Gouvernement national a déposé le projet de Loi Justice et paix ou Projet d’Alternativité pénale en août 2003, pour légaliser cet accord. Piedad Córdoba, principale compositrice de cette initiative au sein du parlement colombien, a présenté une version alternative en considérant que le gouvernement n’incluait pas dans cette proposition ni la vérité ni la réparation aux victimes.
L’enquête et la rédaction du projet sont menés par Jaime Gómez Velásquez, qui avait déjà travaillé dans d’autres projets de loi de la Sénatrice, qui avaient dérangé certains secteurs politiques radicaux. Le projet de loi 180 de 2004, connu comme le contre-projet de Justice et Paix, fut présenté en décembre 2004. Les débats qui suivirent ont donné lieu à trois nouvelles propositions de différents secteurs politiques. Pour Gómez Velásquez, la confession devait être un requis obligatoire et déterminant. Les hautes peines pour les paramilitaires et les auteurs intellectuels des délits atroces devaient l’être aussi. La proposition incluait une peine de 25 ans. Dès ce moment et après sa participation aux deux éditions du Forum social mondial et autres évènements académiques à Caracas (Venezuela), Jaime Gómez Velásquez a mentionné à quelques-uns de ses camarades membres du Pouvoir citoyen, ses doutes sur des suivis de ses déplacements. En 2005, plusieurs militants du nouveau groupe politique, inspirés des idées du XXIe siècle, avaient dénoncé la persécution de ses leaders à Medellín, Barranquilla et Soacha. Dans ces dernières, se diffusaient de nombreuses brochures menaçants les membres de l’organisation.

### Disparition et assassinat
Le 21 mars 2006, peu après 6 h 30 du matin, il est sorti de chez lui. Il est allé dans le secteur historique du Quartier de la Merced, à côté du Parc national de Bogotá, pour aller courir comme il avait l’habitude de le faire. Traversant la cinquième avenue vers l’est, Gómez Velásquez avait tendance à se diriger toujours vers l’École de carabiniers et de là, il se dirigeait toujours vers les collines orientales, pour exercer et faire de la randonnée. Vers 18 h 30, sa femme et son fils de vingt ans avertissent les autorités en rentrant à la maison, voyant que Jaime Velásquez[Qui ?] n’était toujours pas rentré.
Les autorités ont commencé les investigations. Une équipe de pompiers, de la Défense civile et des Carabiniers de la police de Bogotá ont réalisé des recherches sur les six hectares de la montagne où semble alors Gómez Velásquez avoir disparu. Les hélicoptères, les équipes cynophiles et de recherche et de sauvetage faisaient attention à tout signe similaire à un accident qui ait provoqué sa mort ou la possibilité qu'il ait subi une insuffisance cardiaque. Le matin du 22 mars, après avoir complétés trois blayages approfondis de la zone, le Système national d’urgence a maintenu la recherche dans des zones voisines et de nouvelles hypothèses ont commencé à surgir. Le gouvernement national ne s’est pas prononcé, mais les agents du Département administratif de sécurité (DAS) sont arrivés à la maison de Gómez Velásquez pour interroger la famille.
Vers 17 h, le 22 mars 2006 et après 36 heures, Piedad Córdoba a demandé en conférence de presse aux autorités nationales d’ouvrir une enquête pour le retrouver. Pendant ce temps, ses deux enfants et sa femme ont continué à assister aux instances non gouvernementales (ONG) et au Corps technique d’investigation du Bureau du procureur (CTI) pour demander de l’aide dans les recherches. Néanmoins, le Mécanisme de recherche d’urgence pour les disparus n’a été activé que 72 heures après la disparation, comme la loi le dispose. Le gouvernement national, dans une communication postérieure le mois suivant (avril), a énuméré les activités à réaliser pour retrouver le corps de Gómez Velásquez.

### Mobilisations et campagnes sur réseaux sociaux
Les médias ont commencé à s’intéresser à la « mystérieuse disparition du professeur Jaime Gómez ». Ils ont fait écho dans les premières déclarations du gouvernement en affirmant que tout était un accident. Par contre, au fur et à mesure que les jours passaient et sans aucun indice qui indique qu’il aurait pu mourir en montagne, les spéculations émises par les médias ont perdu du poids.
Quatre jours après, les membres de sa famille ont décidé d’une campagne sur les réseaux sociaux. Pendant que le gouvernement national ratifiait l’opinion initiale des autorités qui indiquaient qu'il était tombé d’un précipice, la famille a décidé d’envoyer des missives internationales pour que des membres d’ONG, des Représentants aux Congrès des États-Unis d’Amérique et plusieurs Eurodéputés exercèrent une certaine pression sur le gouvernement colombien. Avec la soutien du Gouvernement de Bogotá, plusieurs marches ont été réalisées dans la ville pour rendre visible le cas de Gómez Velásquez.

### Découverte de ses restes
La recherche a duré 34 jours. Le 23 avril 2006, un supposé promeneur et son chien trouvent les restes démembrés de Jaime Gómez dans les pistes du Parc national de Bogotá. Ce promeneur aurait averti les autorités, qui par surprise, n’ont avisé la famille de Gómez qu’après que les membres de la Section d’investigation criminelle (SIJIN), appartenant à la Direction d’investigation criminelle et Interpol (DIJIN) de la Police nationale avaient déjà terminé de faire la levée de ses restes mortels. Son corps ne fut pas retrouvé dans sa totalité. Des éclats de ses os ont été retrouvés, sans tissus, démembrés sur un rayon de presque quinze mètres, à 0,8 km de la Rue Circunvalar. Postérieurement, les autres parties de son corps ont commencé à apparaître au fur et à mesure que la levée du corps se faisait.
En 2014, l’État reconnaît l’existence du crime. 